# Myckelmyrtjärnen, Medelpad
Myckelmyrtjärnen är en sjö i Ånge kommun i Medelpad och ingår i Ljungans huvudavrinningsområde. Sjön är 5,2 meter djup, har en yta på 0,105 kvadratkilometer och befinner sig 334,6 meter över havet. Sjön avvattnas av vattendraget Norrån.

## Delavrinningsområde
Myckelmyrtjärnen ingår i det delavrinningsområde (692707-146363) som SMHI kallar för Inloppet i Bodsjön. Medelhöjden är 406 meter över havet och ytan är 13,91 kvadratkilometer. Det finns inga avrinningsområden uppströms utan avrinningsområdet är högsta punkten. Norrån som avvattnar avrinningsområdet har biflödesordning 2, vilket innebär att vattnet flödar genom totalt 2 vattendrag innan det når havet efter 157 kilometer. Avrinningsområdet består mestadels av skog (86 procent). Avrinningsområdet har 0,11 kvadratkilometer vattenytor vilket ger det en sjöprocent på 0,8 procent.